# Euripilo (figlio di Evemone)
Euripilo (in greco antico: Εὐρύπυλος?, Eurypylos)  è un personaggio della mitologia greca, figlio di Evemone e definito da Omero "lo splendido".
Fu un capitano acheo proveniente dalla Tessaglia il quale partecipò alla guerra di Troia con quaranta navi, per sostenere i fratelli Agamennone e Menelao contro la grande città di Troia, in Asia Minore.

## Il mito

### Prima della guerra
Scarse sono le notizie relative a tale personaggio prima della guerra; oltre al nome di suo padre, Evemone, un personaggio del tutto sconosciuto nella mitologia e menzionato dal solo Omero nell'Iliade in riferimento ai patronimici, null'altro si conosce sulla sua infanzia o almeno sulle sue prime gesta.

### Imprese sotto Troia
Una volta giunto a Troia, Euripilo ebbe modo di distinguersi facendo due vittime illustri; il giovane sacerdote Ipsenore e Apisaone Fausiade. Inoltre insieme ad Agamennone, Diomede, Aiace Telamonio, Aiace Oileo, Idomeneo, Merione, Toante e Odisseo si offrì di affrontare Ettore in duello; l'arduo compito toccò ad Aiace Telamonio.

## Citazioni
" Euripilo Evemonide colpì il divino Ipsenore,

figlio di Dolopione magnanimo, che dello Scamandro 

fu ministro, e come un dio era onorato dal popolo.

Dunque Euripilo, il figlio splendido di Evemone,

lo colse alla spalla, correndo che gli fuggiva davanti,

lo ferì con la daga e il braccio pesante staccò; 

cadde nella pianura il braccio sanguinante; gli venne 

rossa sugli occhi la morte e la Moira dura  " 
(Omero, Iliade libro V, vv.76-83, traduzione di Rosa Calzecchi Onesti)
()